# Drachenfelsbahn
Drachenfelsbahn – wąskotorowa kolej zębata w kraju związkowym Nadrenia Północna-Westfalia w Niemczech. Dolna stacja znajduje się w centrum miasta Königswinter, stacja pośrednia, Schloss Drachenburg, zlokalizowana jest w pobliżu zamku o tej samej nazwie, a górna pod szczytem góry Drachenfels na wysokości 289 m n.p.m. Różnica poziomów wynosi 220 m.
Drachenfelsbahn jest najstarszą z czterech działających do dziś w Niemczech kolei zębatych. Pozostałe to: Zahnradbahn Stuttgart, Bayerische Zugspitzbahn i Wendelsteinbahn.

## Historia
Kolej oddano do użytku 13 czerwca 1883. W roku 1913 nabył ją Ferdinand Mülhens, właściciel pobliskiej Petersbergbahn, która łączyła Königswinter ze szczytem góry Petersberg. Obie koleje, choć zbudowane odrębnie i nigdy fizycznie nie połączone, cechowały się tą samą szerokością toru i tym samym rodzajem szyny zębatej. Zdarzała się także wymiana taboru pomiędzy obiema kolejami. Ponadto do czasu likwidacji Petersbergbahn w roku 1958 pozostawały pod wspólnym zarządem.
Od momentu otwarcia kolei w roku 1883 aż do roku 1953, kiedy to linia została zelektryfikowana, pociągi były prowadzone wyłącznie trakcją parową. Parowozy były używane do prowadzenia pociągów w okresach wzmożonego ruchu jeszcze do roku 1958. Kres trakcji parowej położył wypadek, który miał miejsce 14 września 1958. Tego dnia doszło do wykolejenia, w którego wyniku życie straciło 17 osób. Jeden z parowozów eksploatowanych niegdyś przez Drachenfelsbahn jest obecnie wystawiony na pomniku przed budynkiem dolnej stacji.
W latach 1998–1999 firma Schweizerische Lokomotiv- und Maschinenfabrik (SLM) zmodernizowała całość taboru kolei, a w latach 2004–2005 zarząd kolei, we współpracy z władzami miasta Königswinter, zmodernizował budynek dolnej stacji. Obecnie pełni on nie tylko funkcję dworca, ale też centrum informacji turystycznej i centrum wystawienniczego.

## Dziś

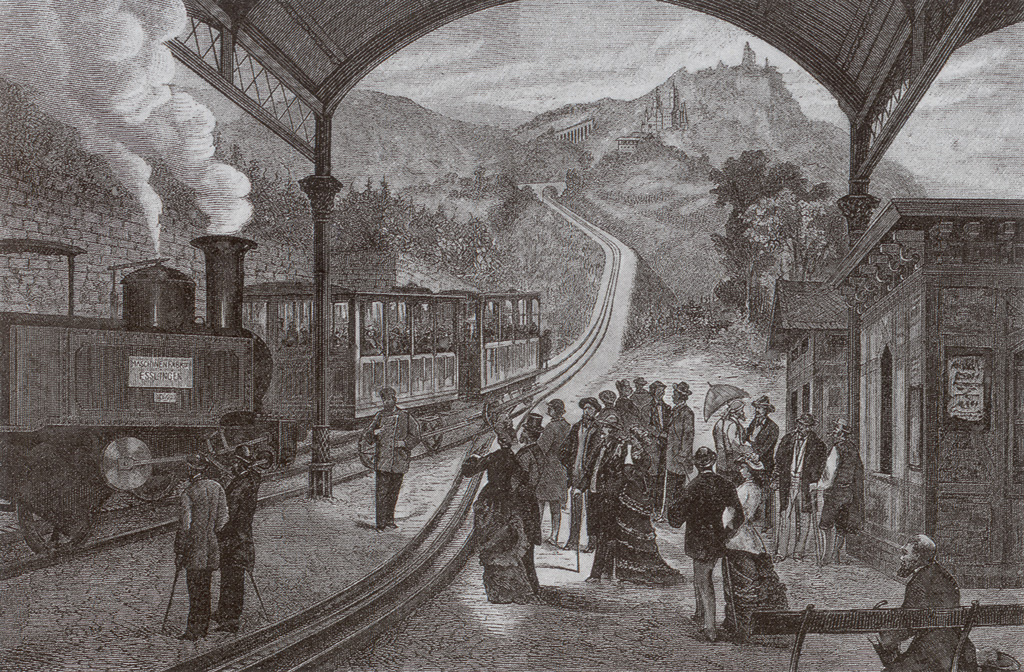
Drachenfelsbahn, 1883

Pociągi kursują od stycznia do połowy listopada, przy czym:
- w styczniu i lutym – planowo raz na godzinę w weekendy od 11.00 do 18.00, w dni robocze na żądanie raz na godzinę od 12.00 do 17.00
- od marca do października – codziennie, dwa razy na godzinę od 9.00 lub 10.00 do 18.00 lub 19.00
- w listopadzie – do połowy miesiąca według rozkładu jazdy takiego, jak w styczniu i lutym

W grudniu pociągi nie kursują.
Dolna stacja kolei, Köningswinter Drachenfelsbahh, znajduje się w odległości około 750 metrów od normalnotorowego dworca kolejowego oraz około 650 metrów od przystanku Köningswinter Fähre obsługiwanego przez linię nr 66 Bonn Stadtbahn (kolei miejskiej miasta Bonn). Stacja pośrednia, Schloss Drachenburg, znajduje się w bezpośrednim pobliżu zamku o tej samej nazwie.

## Infrastruktura
Linia jednotorowa o długości 1500 metrów, z mijanką zlokalizowaną na stacji pośredniej (Schloss Drachenburg). Tor ma szerokość 1000 mm i jest wyposażony w zębatkę systemu Riggenbacha. Zasilanie prądem stałym o napięciu 750 V z sieci napowietrznej. Maksymalne nachylenie toru wynosi 20%, a najwyższy punkt linii znajduje się 289 metrów nad poziomem morza (górna stacja). Warsztaty znajdują się w bezpośrednim sąsiedztwie dolnej stacji.

## Tabor

### Parowozy
Od uruchomienia kolei w roku 1883 do roku 1958 na kolei służyło łącznie 7 parowozów dostarczonych w dwóch turach. Trzy pierwsze parowozy dostarczono w roku 1883. Wszystkie z nich zezłomowano w latach 1926–1929. Kolejne cztery parowozy przybyły w latach 1927–1929. Do dziś zachował się jeden z nich i jest wyeksponowany na pomniku przed dolną stacją. Dostawcą wszystkich maszyn była Maschinenfabrik Esslingen.

Parowóz No 2 (Esslingen 4185/1927)
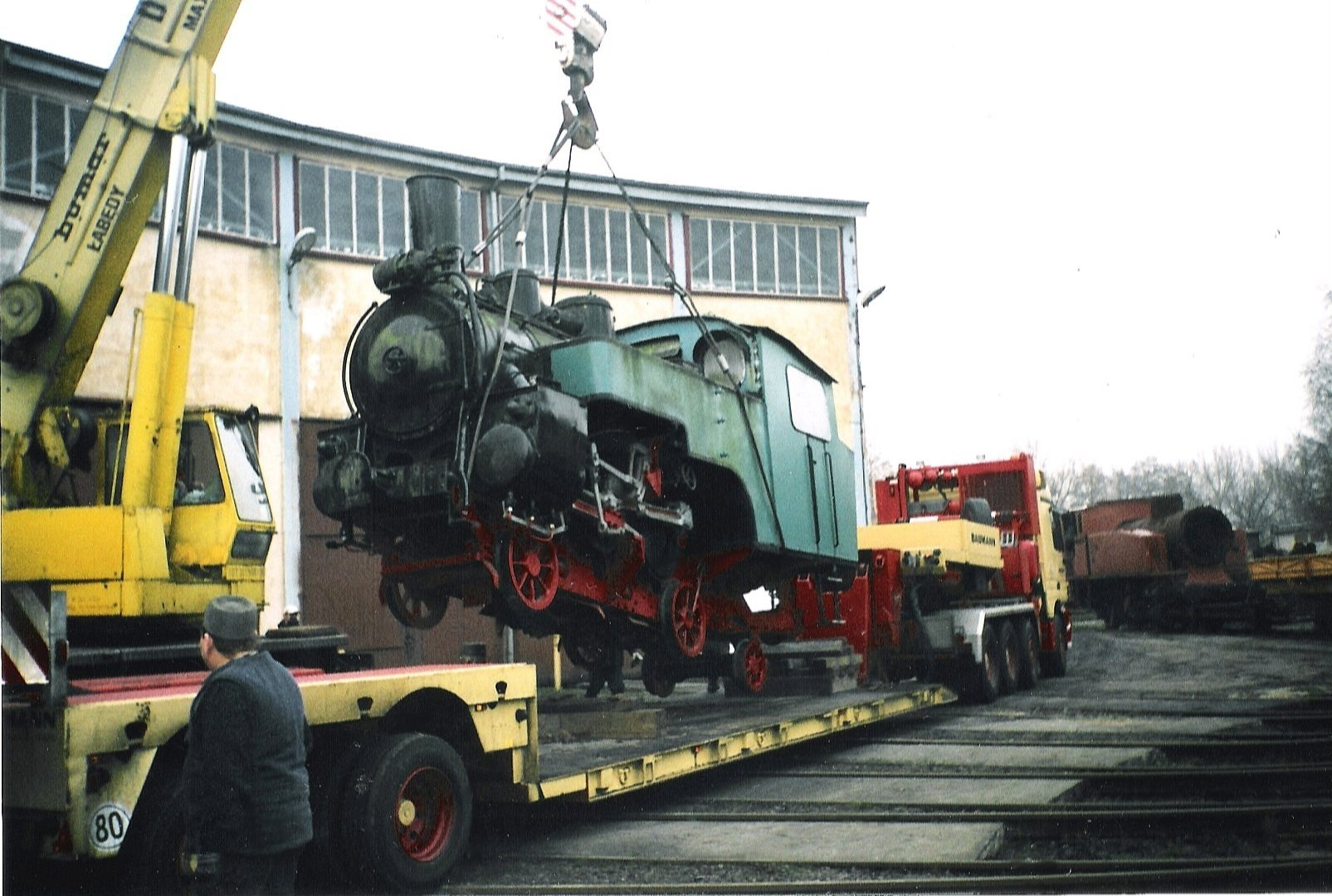
Na terenie warsztatu Interlok, Piła, przed odbudową (30.11.2004)
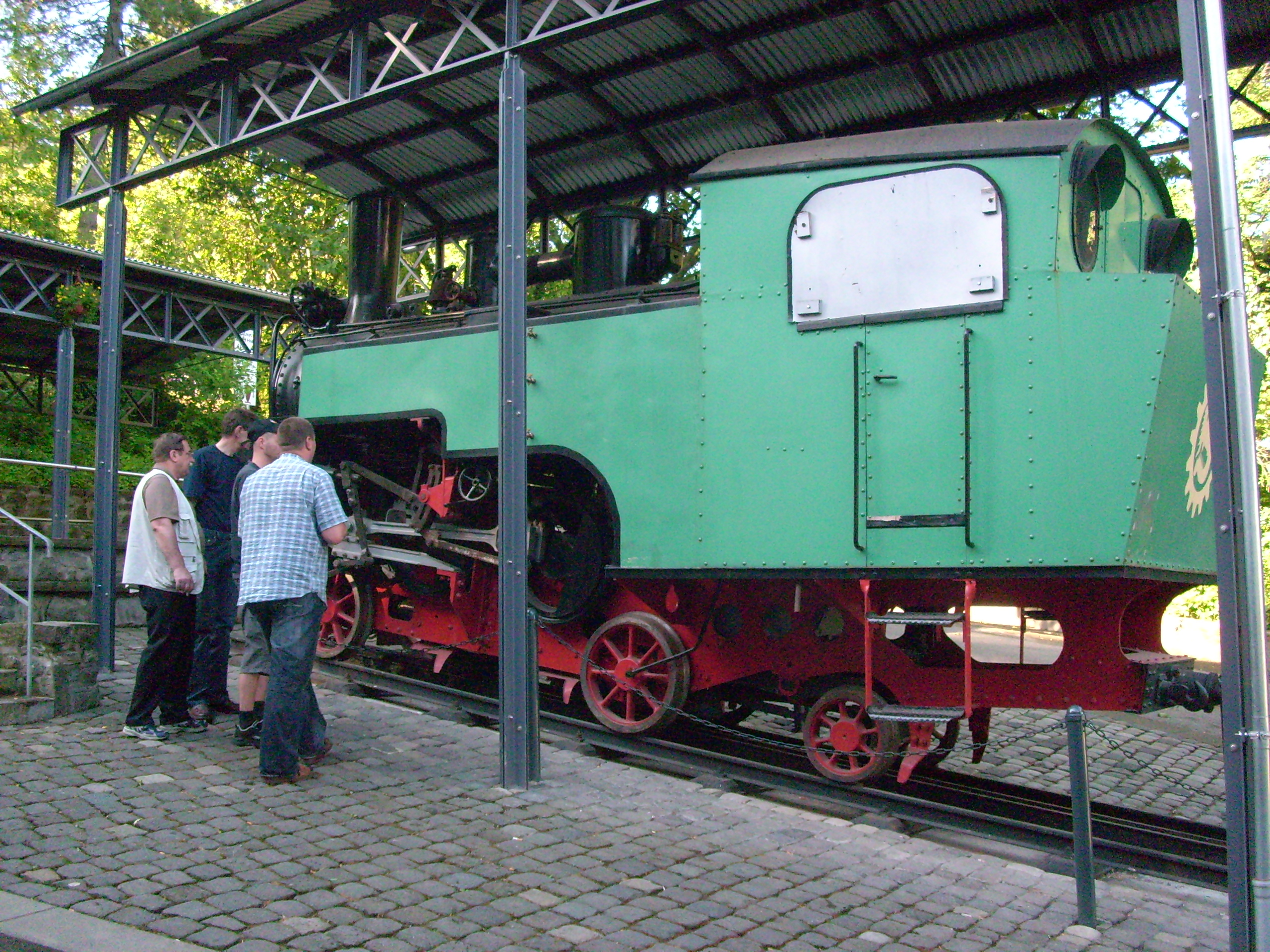
Jako pomnik w Königswinter (23.06.2008)

### Pasażerskie wagony doczepne
W całej swojej historii kolej eksploatowała łącznie 7 wagonów pasażerskich. 6 z nich dostarczono w roku 1883, siódmy przybył w roku 1952 z Niederwaldbahn. Części wagonu nr 1 wykorzystano w roku 1953 do budowy pierwszego elektrycznego wagonu silnikowego. Pozostałe sześć zezłomowano po katastrofie w roku 1958.

### Elektryczne wagony silnikowe
Pierwszy wagon silnikowy zbudowano w roku 1953 z wykorzystaniem części jednego z pasażerskich wagonów doczepnych. Został on sprzedany w roku 1953 i był następnie wykorzystywany przez prywatną firmę jako szopa lub magazyn. Kolejne cztery wagony dostarczono w latach 1955–1960. Wagony zostały zbudowane w Rastatt, a wyposażenie elektryczne dostarczyła firma Brown, Boveri & Cie. (BBC). W roku 1979 kolej zbudowała we własnym zakresie następny elektryczny wagon silnikowy. Nie różni się on ani wyglądem, ani budową od poprzednich czterech. Wszystkie wagony zostały w roku 1997 gruntownie zmodernizowane przez szwajcarską firmę Schweizerische Lokomotiv- und Maschinenfabrik (SLM).